# Out of the Frying Pan Into the Firing Line
Pour plus de détails, voir Fiche technique et Distribution.
Out of the Frying Pan Into the Firing Line est un dessin animé avec Minnie Mouse produit par Walt Disney pour le compte du département des armées américaines, sorti le 30 juillet 1942. Ce film est un film de propagande américain qui demande principalement aux femmes de ne pas jeter l'huile des fritures afin de l'utiliser dans l'industrie militaire et spécifiquement afin de produire des munitions pour les soldats sur le front.

## Synopsis
Alors qu'elle a fini de cuisiner et que Minnie s'apprête à donner son huile de friture à Pluto, la radio lui demande la préserver car elle permet la fabrication de munition. C'est alors le chien lui-même, qui semblait pourtant bien alléché par cette huile, qui apporte à sa maîtresse une boîte afin de la conserver, et de l'emmener plus tard chez le boucher.

## Fiche technique
- Titre : Out of the Frying Pan Into the Firing Line
- Réalisateur : Ben Sharpsteen
- Animateur : John Lounsbery
- Producteur : Walt Disney, et le War Production Board
- Distributeur : War Activities Committee of the Motion Pictures Industry
- Date de sortie : 30 juillet 1942[1]
- Format d'image : Couleur
- Durée : 3 min[2]
- Langue : (en)
- Pays :  États-Unis

## Analyse du film
Ce film, en plus d'être un exemple de propagande et de l'effort civil en temps de guerre, montre Mickey Mouse en soldat, sur une photographie accrochée au mur de la maison de Minnie.